# Kazimierz Kalkowski
Kazimierz Kalkowski (ur. 15 stycznia 1954 w Gdańsku) – polski rzeźbiarz, malarz, ceramik, rysownik.

## Życiorys
Uczył się w szkole podstawowej w Gdańsku-Wrzeszczu. Edukację plastyczną rozpoczął w Liceum Sztuk Plastycznych w Częstochowie, po dwóch latach zmienił szkołę i przeniósł się do Państwowego Liceum Sztuk Plastycznych w Gdyni. Od 1976 r. studiował w gdańskiej PWSSP (ASP). Jednocześnie uczył się ceramiki. Dyplom uzyskał w 1981 r. w pracowni prof. Kazimierza Ostrowskiego. W latach 1981–1989 pracował na macierzystej uczelni, jako asystent w Pracowni Malarstwa prof. Kazimierza „Kacha” Ostrowskiego, a następnie w Pracowni Malarstwa Ściennego prof. Andrzeja Dyakowskiego.
Kalkowski jest mistrzem rzeźby w ceramice (porcelanie, kamionce). Jego rzeźby kamionkowe są dorocznymi nagrodami podczas Festiwalu Polskich Filmów Fabularnych w Gdyni (nagroda za najlepszy debiut) oraz Festiwalu Szekspirowskiego w Gdańsku (Yorick).
Mieszka i pracuje w Gdyni.

## Wystawy indywidualne
- 1979  KMPiK, Gdańsk
- 1980 Dwór Artusa, Gdańsk
- 1981 Nadmorskich Artists' Club, Sopot
- 1983 Galeria Miejska, Landau, Niemcy
- 1983 Mayor's House, Zwingenberg, Niemcy
- 1984 Galeria Pokaz, Warszawa
- 1984 BWA, Gdańsk
- 1984  Dziennikarze 'Club, Gdańsk
- 1996 Galeria Brama, Warszawa
- 1986  Galeria Marszalec, Gdańsk
- 1987 BWA, Wrocław
- 1987 BWA, Olsztyn
- 1988 BWA, Sopot
- 1989 BWA, Szczecin
- 1989 BWA, Wałbrzych
- 1989 BWA, Słupsk
- 1989 BWA, Olsztyn
- 1989 Kordegarda, Warszawa
- 1990 Architekci's House, Frieburg-Opfingen, Niemcy
- 1990 Poland Atom Galeria, Gdańsk
- 1991 Galeria Herman, Sopot
- 1992 Muzeum Polskie w Ameryce, Chicago, USA
- 1993 Galeria 78, Gdynia
- 1994 Synagoga, Heidelberg, Niemcy
- 1994 Galeria / Society for Arts, Chicago, USA
- 1994 Galeria Opera, Warszawa
- 1994 Teatr Wybrzeże, Gdańsk
- 1994 Ratusz, Wurselen, Niemcy
- 1994 BWA, Zielona Góra
- 1994 Galeria U Literatów, Gdańsk
- 1995 Galeria 42, Oldenburg, Niemcy
- 1995 Galeria Triada, Sopot
- 1996 Filharmonia, Zielona Góra
- 1996 Debis Systemhaus, Aachen, Niemcy
- 1996 Galerie Geim Roten Turn, Sommerhausen, Niemcy
- 1997 Galeria Miejska, Butgenbach, Belgia
- 1997 Galeria Triada, Sopot
- 1997 Filharmonia, Gdańsk
- 1998 Town Hall, St Vit, Belgia
- 1998 Galeria Triada, Sopot
- 1998 Sala Kongresowa - Jazz Jamboree, Warszawa
- 1998 Sala Kongresowa PKiN, Summer Jazz Days, Warszawa
- 1998 Teatr Muzyczny Summer Jazz Days, Gdynia
- 1998 Teatr Muzyczny - festiwal filmów fabularnych w Gdyni
- 1999 Tele Wieży - Gdańsk Golf and Country Club, Poslowo
- 1999 Muzeum Narodowe w Gdańsku - Wydział Sztuki Współczesnej
- 1999 BWA, Gorzów Wielkopolski
- 1999 Ratusz, Wurselen, Niemcy
- 1999 BWA, Wrocław
- 1999 Galeria Umiejski, Dortmund, Niemcy
- 1999 Clervaux Zamek, Luksemburg
- 1999 Galeria Miejska, Luksemburg
- 2002 Galeria  Society for Arts, Chicago, USA
- 2003 Galeria  Society for Arts, Chicago, USA
- 2006 Galeria  Society for Arts, Chicago, USA
- 2009 Nadbałtyckie Centum Kultury, Gdańsk
- 2011 Galeria ZUM, Elbląg
- 2011 Galeria Długa, Bolesławiec
- 2012 Artystyczny Tygiel, Gdynia
- 2013 Muzeum Miasta Gdyni, Gdynia
- 2014 Wałbrzyska Galeria Sztuki BWA, Wałbrzych
- 2015 Galeria 022 ZPAP, Warszawa
- 2015 Centrum Ceramiki Unikatowej w Starej Kopalni, Wałbrzych
- 2017 Glaza Design, Gdańsk
- 2017 Galeria Miejska Arsenał, Poznań
- 2017 Galeria Triada, Gdańsk
- 2018 William Braemer Fine Art Miami, USA
- 2018 Galeria U Jaksy, Miechów
- 2021 Krakowskie Centrum Konferencyjne, Tomaszowice
- 2022 Miejska Galeria Sztuki, Częstochowa
- 2022 Nowohuckie Centrum Kultury, Kraków
- 2023 Galerii Sztuki Współczesnej, Kołobrzeg

## Nagrody i wyróżnienia
- Stypendium Ministra Kultury i Sztuki (1988)
- Nagroda I stopnia Ministra Kultury i Sztuki za zbiorowy projekt kościoła św. Jacka w Straszynie (1988)
- Nagroda Artystycznej Gdańskiego Towarzystwa Przyjaciół Sztuki (1988)
- Grand Prix Triennale Sztuki w Sopocie (1990)
- Wyróżnienie w konkursie „Eros” w Słubicach
- II nagroda na Międzynarodowym Triennale Ceramiki w Sopocie
- Złoty Medal, Monachium (1993)
- Nagroda Prezydenta Miasta Gdańska w Dziedzinie Kultury z okazji jubileuszu 20-lecia pracy twórczej (2001)[4]

Źródło:.